# Gardenia succosa
Gardenia succosa är en måreväxtart som beskrevs av John Gilbert Baker. Gardenia succosa ingår i släktet Gardenia och familjen måreväxter. Inga underarter finns listade i Catalogue of Life.